# Lista delle Ebridi Interne

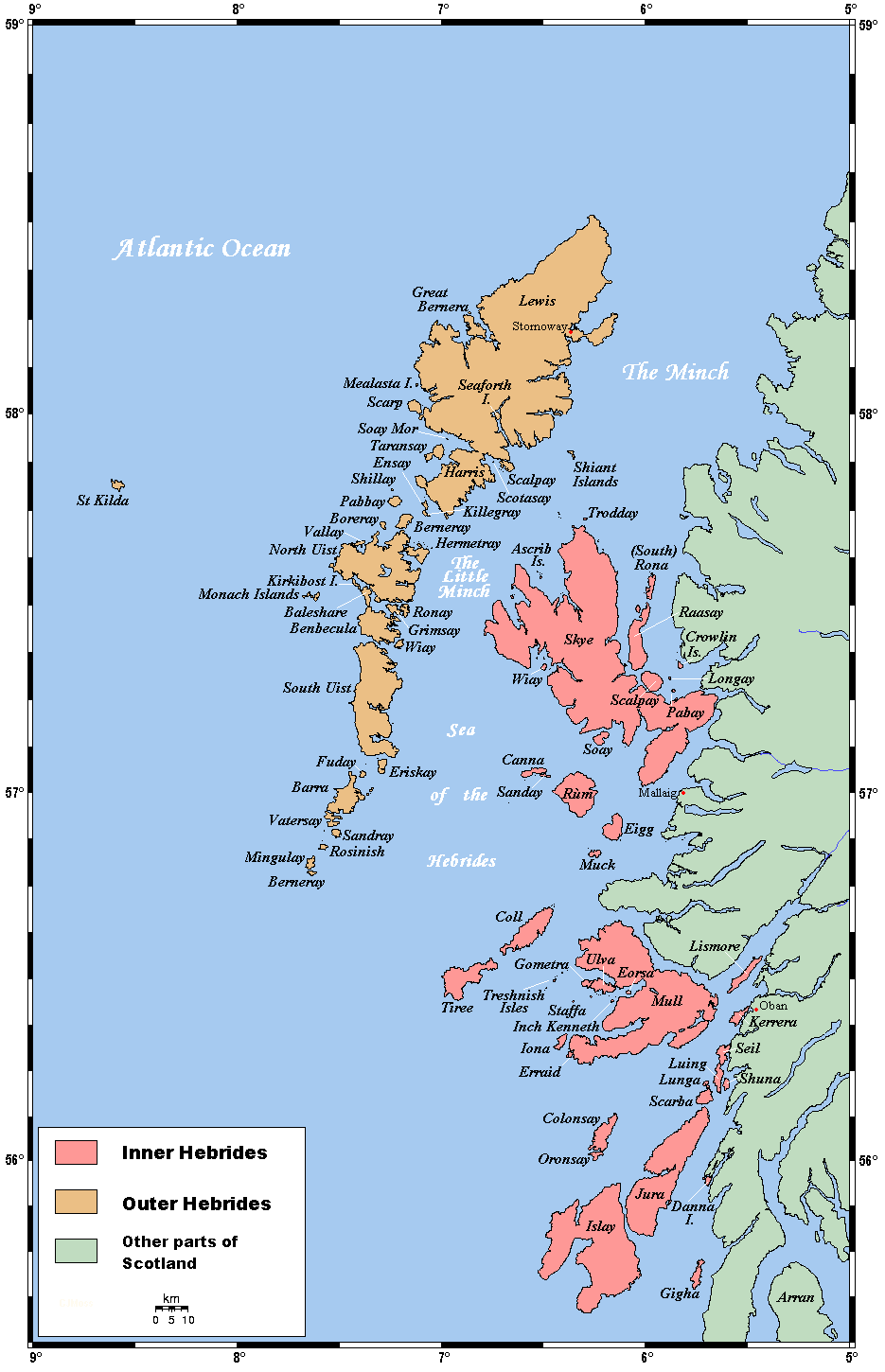
Le Ebridi. Le Ebridi Esterne sorgono ad ovest, mentre le Ebridi Interne (in rosso) sono più vicine alla terraferma scozzese ad est.

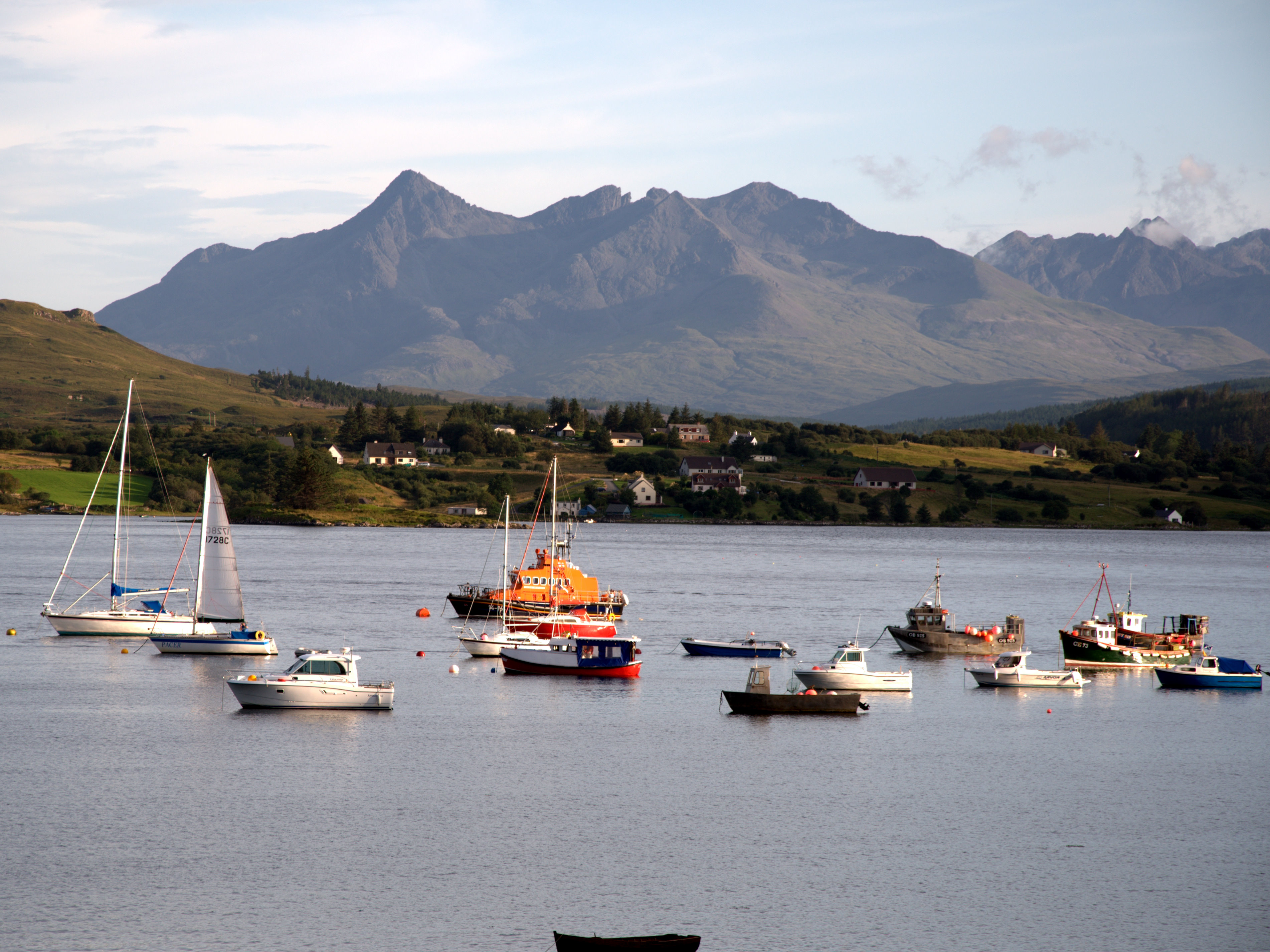
La catena dei Cuillin vista dal porto di Portree, su Skye.

Questa lista delle Ebridi Interne comprende l'insieme delle isole e degli scogli situati al largo della costa occidentale della terraferma scozzese. Vi sono 36 isole abitate nell'arcipelago, di cui Islay, Mull e Skye sono le maggiori e le più popolate.
Le isole della costa ovest della Scozia sono conosciute collettivamente come Ebridi; le Ebridi Interne sono separate dalle Ebridi Esterne da The Minch a nord e dal Mare delle Ebridi a sud. Le Ebridi Interne sono amministrate da due autorità locali separate, e fanno parte di territori di dimensione maggiore che sorgono a nord e a sud di Ardnamurchan. Le Ebridi Interne settentrionali, incluse Skye e le isole Summer fanno parte del consiglio unitario delle Highland; il gruppo meridionale, incluse Islay, Jura, le isole Slate e Gigha fanno parte del consiglio di Argyll e Bute.
Nel passato, le Ebridi nel complesso erano un'area a forte dominanza di lingua gaelica scozzese e nel 1921 più del 50% della popolazione della maggior parte delle isole, incluse Skye, Mull e Islay, era in grado di parlare la lingua. Tuttavia, nonostante le Ebridi Esterne abbiano mantenuto gran parte degli abitanti di lingua gaelica, nel 2001 solo Skye (31%) e Tiree (48%) avevano più del 25% della popolazione residente in grado di parlare il gaelico, con Mull, Jura, Gigha e Coll che si attestavano a cifre inferiori al 15%.
L'economia moderna è incentrata sul turismo, l'agricoltura, l'allevamento, la pesca e la distillazione del whisky. L'arcipelago è esposto ai venti ed alle maree, e vi sono diversi fari che fungono da ausilio alla navigazione.
Esistono varie descrizioni delle Ebridi; la Collins Encyclopedia of Scotland descrive le Ebridi Interne come le isole che sorgono ad "est di The Minch", il che includerebbe qualsiasi isola al largo della costa. Vi sono diverse isole che sorgono nei loch marini, come Eilean Bàn e Eilean Donan, che non potrebbero essere descritte a rigore come Ebridi, ma non esiste alcuna definizione formale e per semplicità sono incluse in questa lista.

## Etimologia
Diversi nomi gaelici sono utilizzati ripetutamente. Il suffisso ay, aigh o aidh proviene generalmente dal norreno øy che significa "isola". Eilean (al plurale eileanan) significa anche "isola"; Beag e mòr (ma anche bheag e mhòr) significano "piccolo" e "grande" e si trovano spesso insieme. Sgeir significa "scoglio" e si riferisce spesso ad una roccia o a più rocce che vengono sommerse con l'alta marea. Dubh significa "nero", dearg "rosso" e glas significa "grigio" o "verde". Orasaigh viene dal norreno Örfirirsey che significa "isola tidale" o "isola del riflusso".

## Isole abitate

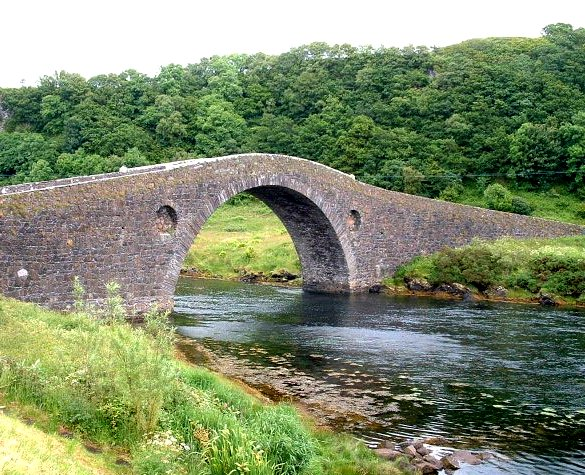
Il Clachan Bridge, Seil, anche conosciuto come "Ponte sull'Atlantico"

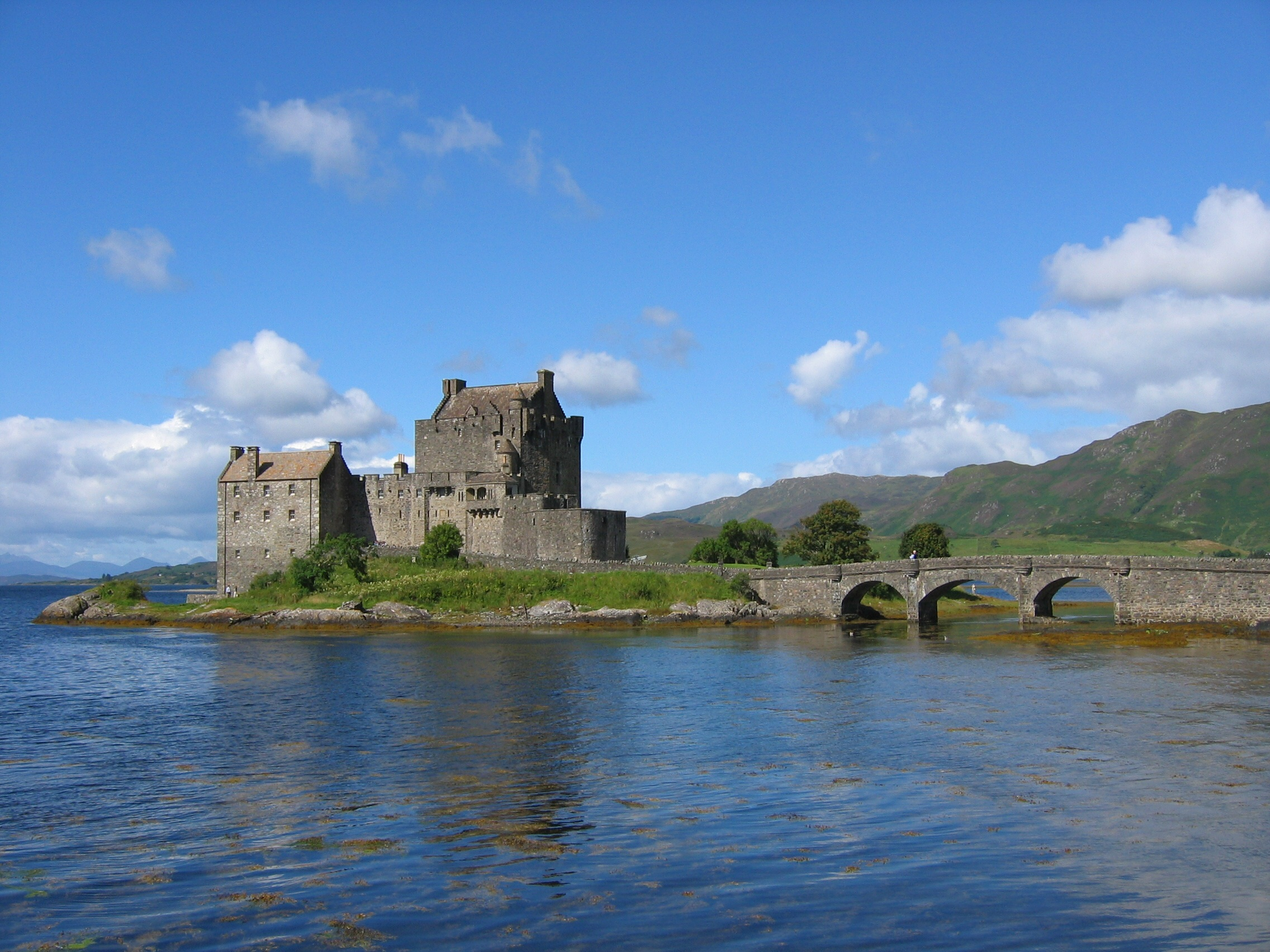
Castello di Eilean Donan

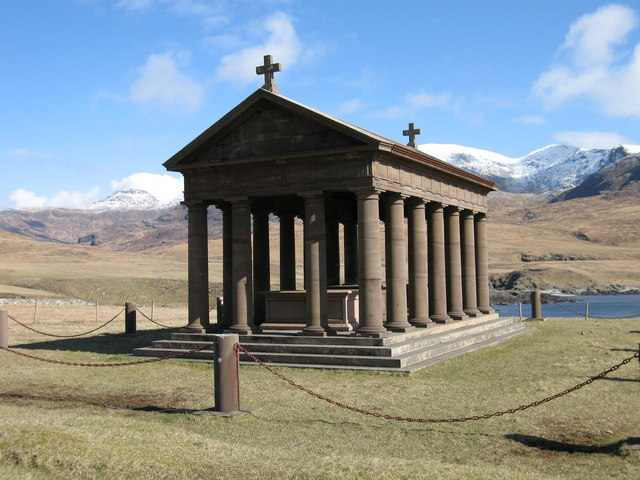
Il mausoleo di Bullough nel Cullin di Rùm sullo sfondo

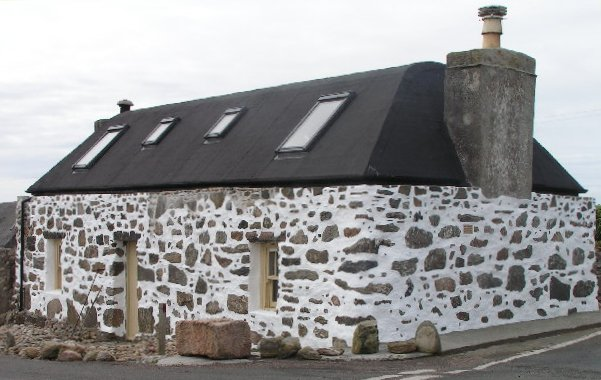
Casa tradizionale restaurata su Tiree

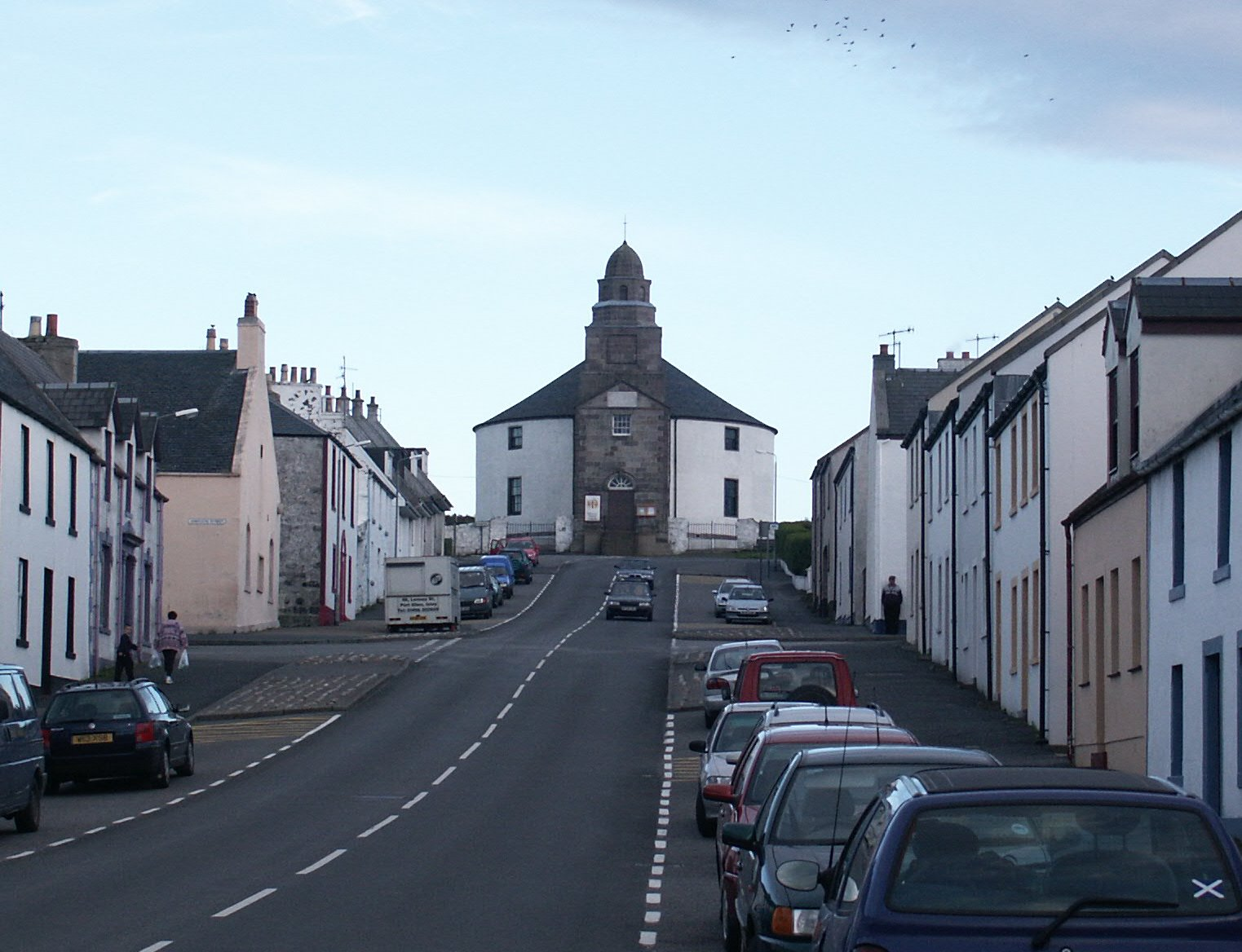
Bowmore, Islay, con la sua caratteristica chiesa rotonda

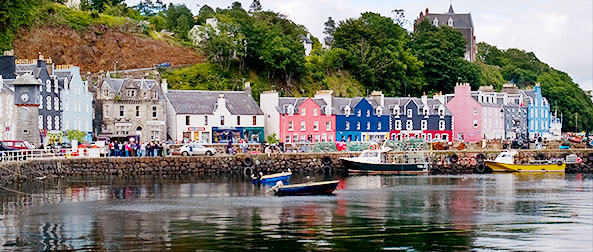
Porto di Tobermory, Mull

Le isole abitate delle Ebridi Interne contavano una popolazione di 18.257 persone nel 2001, salita a 18.948 persone nel 2011. Le più alte cime delle isole hanno nomi che derivano sia dal gaelico che dall'antico norreno, e indicano l'importanza storica di queste due culture. I reperti archeologici del periodo della dominazione vichinga durante il Medioevo sono, tuttavia, limitati.
Nelle Ebridi Esterne tutte le isole abitate sono oggi collegate l'un l'altra con un sistema di trasporto via terra, mentre solo quattro isole delle Ebridi Interne sono collegate via strada, e tutte alla terraferma. Il Clachan Bridge da Argyll a Seil fu progettato da Thomas Telford e risale al 1792. Skye è connessa a Kyle of Localsh tramite lo Skye Bridge dal 1995. Danna è attualmente connessa alla penisola Tayvallich di Argyll tramite una strada rialzata in pietra, e la piccola Eilean Donan, dominata dal suo castello, ha un collegamento alla terraferma probabilmente fin dal XIII secolo. Il ponte ad arcate utilizzato oggi fu costruito all'inizio del XX secolo.
| Isola            | Nome gaelico            | Gruppo         | Area (ha) | Popolazione | Elevazione massima   | Altezza (m) |
| ---------------- | ----------------------- | -------------- | --------- | ----------- | -------------------- | ----------- |
| Canna            | Canaigh                 | isole Small    | 1130      | 12          | Càrn a' Ghaill       | 210         |
| Coll             | Cola                    | Mull           | 7685      | 195         | Ben Hogh             | 104         |
| Colonsay         | Colbhasa                | Islay          | 4074      | 124         | Carnan Eoin          | 104         |
| Danna            | Danna                   | Islay          | 315       | 1           | Cruiadh Bharr        | 54          |
| Easdale          | Eilean Èisdeal          | isole Slate    | 20        | 59          | –                    | 38          |
| Eigg             | Eige                    | isole Small    | 3049      | 83          | An Sgurr             | 393         |
| Eilean Bàn       | An t-Eilean Bàn         | Skye           | 2.4       | 0           | –                    | 6           |
| Eilean dà Mhèinn | Eilean dà Mhèinn        | Knapdale       | 3         | 1           | –                    | 16          |
| Eilean Donan     | Eilean Donnain          | Loch Duich     | 1         | 0           | –                    | 3           |
| Eilean Shona     | Eilean Seona            | Loch Moidart   | 525       | 2           | Beinn a' Bhàillidh   | 265         |
| Eilean Tioram    | Eilean Tioram           | Loch Moidart   | 2         | 6           | –                    | 10          |
| Eriska           | Aoraisge                | Loch Linnhe    | 310       | 0           | Ceann Garbh          | 47          |
| Erraid           | Eilean Earraid          | Mull           | 187       | 6           | Cnoc Mòr             | 75          |
| Gigha            | Giogha                  | Islay          | 1395      | 163         | Creag Bhàn           | 100         |
| Gometra          | Gòmastra                | Mull           | 425       | 2           | –                    | 155         |
| Isola di Ewe     | Eilean Iùbh             | North Highland | 309       | 7           | Creag Streap         | 72          |
| Iona             | Ì Chaluim Chille        | Mull           | 877       | 177         | Dùn Ì                | 101         |
| Islay            | Ìle                     | Islay          | 61956     | 3228        | Beinn Bheigeir       | 491         |
| Jura             | Diùra                   | Islay          | 36692     | 196         | Beinn an Òir         | 785         |
| Kerrera          | Cearrara                | Firth of Lorn  | 1214      | 34          | Carn Breugach        | 189         |
| Lismore          | Lios Mòr                | Firth of Lorn  | 2351      | 192         | Barr Mòr             | 127         |
| Luing            | Luinn                   | isole Slate    | 1430      | 195         | Beinn Furachail      | 94          |
| Lunga            | Lunga                   | isole Slate    | 254       | 0           | Bidean na h-Iolaire  | 98          |
| Muck             | Eilean nam Muc          | isole Small    | 559       | 27          | Beinn Airein         | 137         |
| Mull             | Muile                   | Mull           | 87535     | 2800        | Ben More             | 966         |
| Oronsay          | Orasaigh                | Islay          | 543       | 8           | Beinn Orasaigh       | 93          |
| Raasay           | Ratharsair              | Skye           | 6231      | 161         | Dùn Caan             | 444         |
| Rona             | Rònaigh                 | Skye           | 930       | 3           | Meall Acairseidh     | 125         |
| Rùm              | Rùm                     | isole Small    | 10463     | 22          | Askival              | 812         |
| Sanday           | Sandaigh                | isole Small    | 184       | 9           | Tallabric            | 59          |
| Scalpay          | Sgalpaigh               | Skye           | 2483      | 4           | Mullach na Càrn      | 396         |
| Seil             | Saoil                   | isole Slate    | 1329      | 551         | Meall Chaise         | 146         |
| Shuna            | Siuna                   | isole Slate    | 451       | 3           | Druim na Dubh Ghlaic | 90          |
| Skye             | An t-Eilean Sgitheanach | Skye           | 165625    | 10008       | Sgurr Alasdair       | 993         |
| Soay             | Sòdhaigh                | Skye           | 1036      | 1           | Beinn Bhreac         | 141         |
| Tanera Mòr       | Tannara Mòr             | isole Summer   | 310       | 4           | Meall Mòr            | 124         |
| Tiree            | Tiriodh                 | Mull           | 7834      | 653         | Ben Hynish           | 141         |
| Ulva             | Ulbha                   | Mull           | 1990      | 11          | Beinn Chreagach      | 313         |

## Isole disabitate

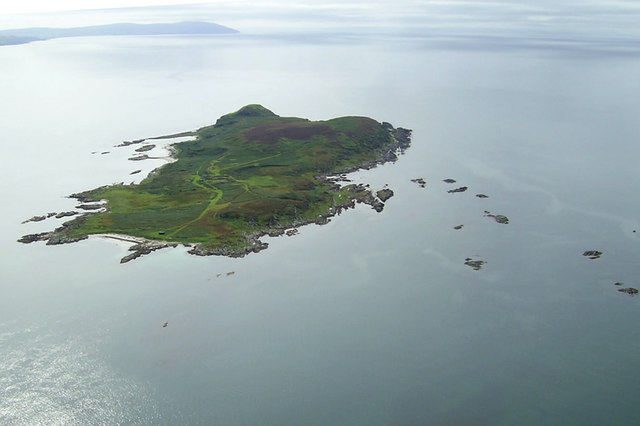
Cara dall'aereo

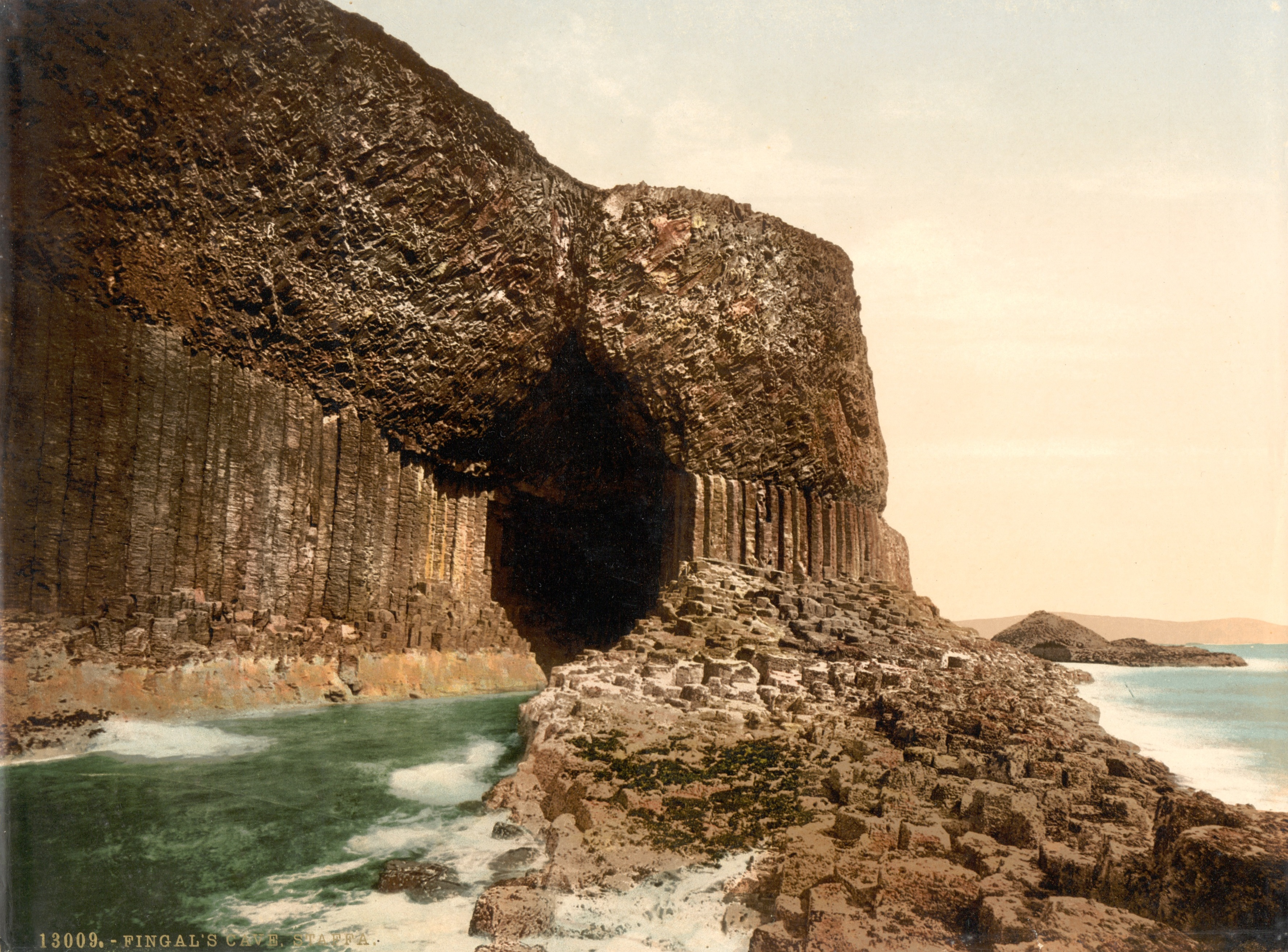
La grotta di Fingal, Staffa

Vi sono 43 isole disabitate nelle Ebridi Interne con un'area superiore ai 30 ettari. Le informazioni sull'ultima data di abitazione delle isole più piccole sono incomplete, ma gran parte delle isole sotto elencate sono state abitate in periodi durante il Neolitico, nell'età del ferro, nel Medioevo e nei periodo norreno.
Similmente agli altri principali gruppi di isole della Scozia, molte delle isole più remote furono abbandonate durante il XIX e XX secolo, in alcuni casi dopo abitazione continua sin dalla Preistoria. Questo processo fu causato dalla transizione dall'auto-sufficienza delle economie agricole di queste isole alla visione moderna dei residenti e dei visitatori secondo cui le isole remote mancavano di tutti i servizi essenziali di una moderna economia industriale.
Alcune delle isole continuarono a contribuire alla cultura moderna; Staffa acquisì importanza nel tardo XVIII secolo dopo una visita di Joseph Banks. Egli e i suoi compagni di viaggio esaltarono la bellezza naturale delle colonne basaltiche in generale e della caverna marina dell'isola, che Banks chiamò "grotta di Fingal". La loro visita fu seguita da quella di molte altre personalità prominenti dell'epoca nei due secoli successivi, tra cui Felix Mendelssohn la cui Ouverture Le Ebridi apportò ulteriore notorietà alle isole. Durante la seconda guerra mondiale, Gruinard fu il sito di un test di un'arma biologica da parte degli scienziati militari britannici. A quel tempo vi fu un'investigazione da parte del governo britannico per testare sia la vulnerabilità della Gran Bretagna ad attacchi e fu una prova di un eventuale attacco alla Germania nazista utilizzando antrace.
Le difficoltà di definizione sono considerevoli in alcuni casi; ad esempio, Haswell-Smith (2004) considera Lunga come isola singola, nonostante durante l'alta marea diventi un'isola abitata con numerose isolette tidali disabitate. Un altro esempio è costituito dall'isola minore di Eilean Mòr a Loch Dunvegan, che si unisce con le vicine Eilean Dubh e Garay durante le basse maree.
| Isola              | Nome gaelico           | Gruppo           | Area (ha) | Abitata per l'ultima volta nel | Punto più alto       | Altezza (m) |
| ------------------ | ---------------------- | ---------------- | --------- | ------------------------------ | -------------------- | ----------- |
| Calbha Beag        | Calbha Beag            | Eddrachillis Bay | 31        | Non noto                       | –                    | 41          |
| Calbha Mor         | Calbha Mòr             | Eddrachillis Bay | 70        | Non noto                       | –                    | 67          |
| Calve Island       | Eilean Chailbhe        | Mull             | 72        | Non noto                       | –                    | 20          |
| Cara               | Cara                   | Gigha            | 66        | anni 1940                      | –                    | 56          |
| Càrna              | Càrna                  | Loch Sunart      | 213       | anni 1970                      | Cruachan Chàrna      | 169         |
| Eileach an Naoimh  | Eileach an Naoimh      | Garvellachs      | 56        | X secolo                       | –                    | 80          |
| Eilean an Ròin Mòr | Eilean an Ròin Mòr     | North Highland   | 33        | Non noto                       | –                    | 63          |
| Eilean Dubh Mòr    | An t-Eilean Dubh Mòr   | isole Slate      | 65        | Nessun dato                    | –                    | 53          |
| Eilean Fladday     | Eilean Fhladaigh       | Skye             | 137       | anni 1970                      | –                    | 39          |
| Eilean Horrisdale  | Eilean Thòireasdal     | North Highland   | 32        | XX secolo                      | Carn Garbh           | 38          |
| Eilean Ighe        | Eilean Ighe            | Sound of Arisaig | 35        | Non noto                       | –                    | 20          |
| Eilean Macaskin    | Eilean MhicAsgain      | Loch Craignish   | 50        | anni 1880                      | –                    | 65          |
| Eilean Meadhonach  | An t-Eilean Meadhanach | isole Crowlin    | 77        | Non noto                       | –                    | 54          |
| Eilean Mhic Chrion | Eilean MhicChrìon      | Loch Craignish   | 54        | Non noto                       | –                    | 63          |
| Eilean Mòr         | An t-Eilean Mòr        | isole Crowlin    | 170       | circa 1920                     | Meall a' Chòis       | 114         |
| Eilean Rìgh        | Eilean Rìgh            | Loch Craignish   | 86        | 1939                           | Dùn Righ             | 55          |
| Eilean Tigh        | Eilean an Taighe       | Skye             | 58        | Non noto                       | Meall Mòr            | 111         |
| Eilean Trodday     | Eilean Throdaigh       | Skye             | 42        | Non noto                       | –                    | 45          |
| Eorsa              | Eòrsa                  | Mull             | 122       | Nessun dato                    | –                    | 98          |
| Garbh Eileach      | Garbh Eileach          | Garvellachs      | 142       | Epoca pre-moderna              | –                    | 110         |
| Gruinard           | Eilean Ghruinneart     | North Highland   | 196       | anni 1920                      | An Eilid             | 106         |
| Gunna              | Gunnaigh               | Mull             | 69        | Epoca pre-moderna              | –                    | 35          |
| Handa              | Eilean Shannda         | North Highland   | 309       | 1848                           | Sithean Mòr          | 123         |
| Harlosh            | Eilean Heàrrlois       | Skye             | 34        | Non noto                       | –                    | 51          |
| Horse              | Eilean nan Each        | isole Summer     | 53        | XIX secolo                     | Sgurr nan Uan        | 60          |
| Inch Kenneth       | Innis Choinnich        | Mull             | 55        | anni 1970                      | –                    | 49          |
| Insh               | An Innis               | isole Slate      | 36        | Non noto                       | –                    | 69          |
| Isay               | Ìosaigh                | Skye             | 60        | 1860                           | –                    | 28          |
| Isle Martin        | Eilean Mhàrtainn       | isole Summer     | 157       | 1948                           | –                    | 120         |
| Ristol             | Eilean Ruisteil        | isole Summer     | 225       | XVIII secolo?                  | –                    | 71          |
| Little Colonsay    | Colbhasa Beag          | Mull             | 88        | anni 1940                      | –                    | 61          |
| Longa              | Longa                  | North Highland   | 126       | tardo XIX secolo               | Druim am Eilean      | 70          |
| Longay             | Longaigh               | Skye             | 50        | XVI secolo                     | –                    | 67          |
| Lunga              | Lungaigh               | Mull             | 81        | 1857                           | Cruachan             | 103         |
| Oldany             | Eilean Alltanaidh      | Eddrachillis Bay | 200       | Non noto                       | Sidhean nan Ealachan | 104         |
| Ornsay             | Eilean Iarmain         | Skye             | circa 35  | Non noto                       | –                    | 46          |
| Oronsay            | Orasaigh               | Loch Sunart      | 230       | Non noto                       | Druim Mòr            | 58          |
| Pabay              | Pabaigh                | Skye             | 122       | anni 1980                      | –                    | 28          |
| Priest Island      | Eilean a' Chlèirich    | Summer Isles     | 122       | Nessun dato                    | –                    | 78          |
| Scarba             | Sgarba                 | Islay            | 1474      | anni 1960                      | Cruach Scarba        | 449         |
| Shuna              | Siuna                  | Mull             | 155       | anni 1960                      | Tom an t-Seallaidh   | 71          |
| Staffa             | Stafa                  | Mull             | 33        | XVIII secolo                   | –                    | 42          |
| Tanera Beag        | Tannara Beag           | isole Summer     | 66        | Nessun dato                    | –                    | 83          |
| Texa               | Teacsa                 | Islay            | 48        | Inizio del XIX secolo          | Ceann Garbh          | 48          |
| Torsa              | Torsa                  | isole Slate      | 113       | anni 1960                      | –                    | 62          |
| Wiay               | Fuidheigh              | Skye             | 148       | XIX secolo                     | –                    | 60          |